# 바실란날다람쥐
바실란날다람쥐(Petinomys crinitus)는 다람쥐과에 속하는 설치류이다. 필리핀의 토착종이다. "필리핀날다람쥐" 또는 "민다나오날다람쥐"로도 알려져 있다. 민다나오날다람쥐(Petinomys mindanensis)와 혼동을 일으키기도 한다.

## 특징
바실란날다람쥐의 등 쪽 털은 상당히 두껍고 비교적 부드럽지만 배 쪽은 가늘다. 그리고 등은 갈색을 띠고 배 쪽은 좀 더 밝고 희거나 밝은 회색을 띤다. 꼬리의 털 색은 등과 같다. 겉모습은 일반적으로 동남아시아의 다른 날다람쥐 모습과 유사하지만 두개골 일부 형태가 다르다. 두개골이 넓고 납작하며 짧은 주둥이를 갖고 있다.

## 생태
나무 위에서 주로 생활하는 수상성 동물이고, 야행성이다. 저지대 우림과 산악 지대 우림 양쪽 모두에서 발견되지만 고지대 서식지에서 더 많이 서식한다. 고지대 서식지가 춥고 습하며 도달하기 더 어려운 원시림을 유지하기 때문이다.

## 분포 및 서식지
필리핀의 토착종으로 특히 민다나오섬과 인근 제도에서 더 많이 분포한다. 바실란주와 디나가트 제도주, 민다나오섬 (부키드논주, 남다바오주, 남라나오주, 서미사미스주, 동미사미스주, 북삼보앙가주), 샤르가오섬에서 발견된다. 해발 500m와 1,600m 사이의 열대 우림에서 서식한다. 인근 레이테섬과 사마르섬에서는 발견되지 않는다.